# نیال کیلوران
نیال کیلوران (انگلیسی: Niall Killoran؛ زادهٔ ۷ آوریل ۱۹۹۲) بازیکن فوتبال اهل ژاپن است.
از باشگاه‌هایی که در آن بازی کرده‌است می‌توان به باشگاه فوتبال ماتسوموتو یاماگا و باشگاه فوتبال توکیو وردی اشاره کرد.